# Coras lamellosus
Coras lamellosus är en spindelart som först beskrevs av Eugen von Keyserling 1887.  Coras lamellosus ingår i släktet Coras och familjen mörkerspindlar. Inga underarter finns listade i Catalogue of Life.